# Ретнє
Ретнє (словен. Retnje) — поселення в общині Тржич, Горенський регіон, Словенія. Висота над рівнем моря: 492,5 м.